# Río Carboneras (vattendrag i Spanien)
Río Carboneras är ett vattendrag i Spanien.   Det ligger i provinsen Provincia de Almería och regionen Andalusien, i den sydöstra delen av landet, 400 km söder om huvudstaden Madrid.